# Chiesa di Santa Maria del Soccorso (Roma)
La chiesa di Santa Maria del Soccorso è una chiesa di Roma che sorge al Tiburtino III, nel quartiere Collatino, nell'omonima piazza.

## Storia e descrizione

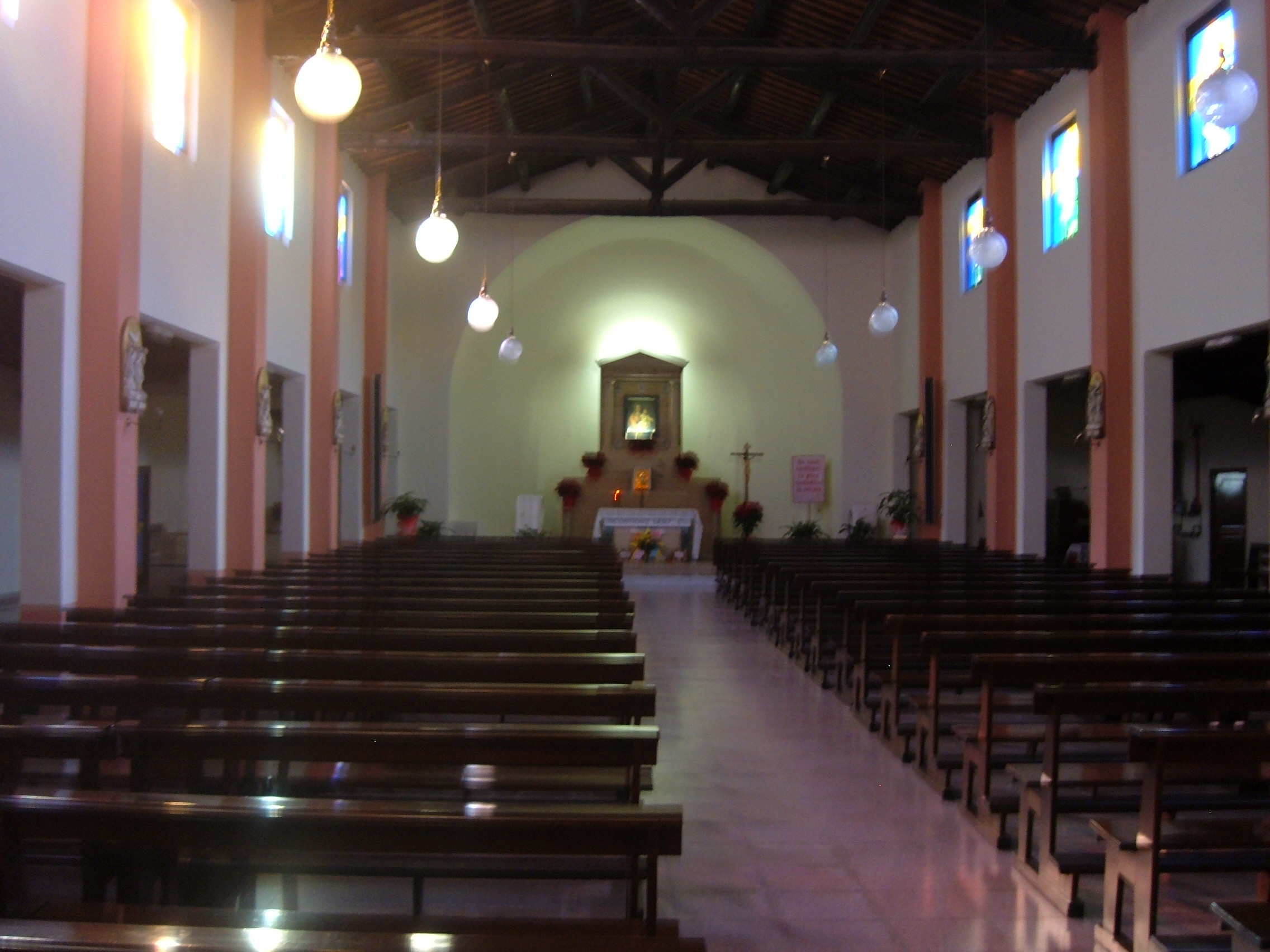
L'interno

È stata costruita tra il 1937 ed il 1938 su progetto dell'architetto Tullio Rossi e inaugurata il 24 settembre 1938. La chiesa è a pianta basilicale a tre navate con abside e soffitto a capriate, ed abbellita da marmi policromi. All'altare maggiore vi è l'effigie ottocentesca della Madonna del soccorso, ivi collocata nel 1946, dopo che per più di settanta anni era appartenuta alla famiglia Pasquali. La chiesa ha ricevuto la visita di due papi: Giovanni XXIII nel 1960 e Giovanni Paolo II nel 1995.
La chiesa è sede parrocchiale, istituita il 23 settembre 1938 con il decreto del cardinale vicario Francesco Marchetti Selvaggiani Ad viam Tiburtinam, e affidata dal 1986 ai preti dell'Istituto del Prado.